# Giải Oscar
Giải thưởng Viện Hàn lâm (tiếng Anh: Academy Awards), thường được biết đến với tên giải Oscar (tiếng Anh: Oscars) là giải thưởng điện ảnh hằng năm của Viện Hàn lâm Khoa học và Nghệ thuật Điện ảnh (tiếng Anh: Academy of Motion Picture Arts and Sciences, viết tắt là AMPAS) (Hoa Kỳ) với 74 giải thưởng dành cho các diễn viên và kỹ thuật hình ảnh trong ngành điện ảnh Hoa Kỳ. Kể từ năm 1929, giải Oscar được trao hàng năm tại thành phố Los Angeles để ghi nhận những thành tựu xuất sắc của điện ảnh trong năm của các đạo diễn, diễn viên, kịch bản và nhiều lĩnh vực khác qua cuộc bỏ phiếu kín của các thành viên Viện Hàn lâm.
Giải Oscar lần đầu được phát thanh trên radio vào năm 1930 và phát hình lần đầu năm 1953. Hiện nay, giải thưởng được phát sóng trực tiếp trên 200 quốc gia và phát trực tiếp trên mạng. Giải Oscar là lễ trao giải lâu đời nhất thế giới trong ngành nghệ thuật.
Chịu trách nhiệm bầu chọn và trao giải Oscar là AMPAS, một tổ chức nghề nghiệp danh dự của những người làm điện ảnh Hoa Kỳ. Cho đến năm 2007, số người đủ tiêu chuẩn tham gia bầu chọn là 5830 người, trong đó có 1311 diễn viên (tỷ lệ cao nhất, chiếm 22%). Tính cho đến năm 2007, đã 72 năm quá trình bầu chọn này được thống kê bởi công ty kiểm toán PricewaterhouseCoopers và công ty tiền nhiệm của nó là Price Waterhouse. Đến nay đã có 3140 tượng vàng đã được trao trong suốt 94 năm tồn tại.
Lễ trao giải Oscar gần đây nhất, giải Oscar lần thứ 96, đã được trao vào năm 2024, tôn vinh các bộ phim hay nhất năm 2023, sẽ được tổ chức vào ngày 10 tháng 3 năm 2024 tại nhà hát Dolby, Los Angeles, California. Người dẫn chương trình tại buổi lễ lần này là Jimmy Kimmel, và được trực tiếp trên đài ABC của Mỹ.

## Lịch sử
Giải thưởng Viện Hàn lâm đầu tiên được trao vào ngày 16 tháng 5 năm 1929, trong một buổi dạ tiệc chiều tại Khách sạn Roosevelt Hollywood với 280 khách mời. Giá trị tấm vé vào thời đó là 5 USD (tương đương 71 USD ngày nay). 15 bức tượng vàng đã được trao cho các diễn viên, đạo diễn và tổ làm phim cho các bộ phim từ năm 1927-1928 và lễ trao giải kéo dài chỉ trong 15 phút. Người chiến thắng lúc ấy được báo trước 3 tháng để chuẩn bị. Nhưng sau đó, dịp trao giải năm 1941 về sau, kết quả được giữ kín trong phong bì và không một ai biết được kết quả ngoại trừ giám đốc và phó giám đốc công ty sản xuất Tượng vàng Oscar R. S Owen.

### Tổ chức
Diễn viên xuất sắc nhất lần đầu tiên của giải là Emil Jannings trong bộ phim The Last Command và The Way of All Fresh. Vì anh phải trở về châu Âu trước lễ trao giải và do đó Viện Hàn lâm đồng ý trao giải thưởng trước cho anh.
Vào lễ trao giải lần thứ 29 được tổ chức vào ngày 27 tháng 3 năm 1957, giải Oscar dành cho phim nước ngoài hay nhất được công bố. Tại lễ trao giải lần thứ 74 vào năm 2002, giải Oscar dành cho phim hoạt hình hay nhất được trao thưởng. Từ năm 1973, tất cả lễ trao giải đều kết thúc với giải Oscar dành cho bộ phim xuất sắc nhất.

## Điều kiện đề cử và quá trình bầu chọn
Từ năm 2004, kết quả đề cử được Viện Hàn lâm công bố cho cộng đồng vào cuối tháng Giêng. Trước đó, kết quả đề cử được công bố vào đầu tháng 2.

### Điều kiện đề cử
Ngày nay, theo điều số hai và số ba trong quy định chính thức của giải Oscar, một phim muốn đủ điều kiện tranh giải phải được trình chiếu trong năm trước đó, tức là từ nửa đêm ngày 1 tháng 1 đến nửa đêm ngày 31 tháng 12, tại quận Los Angeles, California. Điều số hai còn nói rõ các bộ phim nộp dự giải phải là phim dài (feature-length), tức là có độ dài ít nhất 40 phút, trừ các phim tham gia hạng mục phim ngắn, và phải sử dụng phim 35 mm hoặc phim 70 mm, tốc độ 24 hoặc 48 hình trên giây, độ phân giải không được thấp hơn 1280x720.

### Quá trình bầu chọn

#### Thành viên bầu chọn
Tất cả các thành viên của AMPAS đều phải có lời mời chính thức mới được tham gia quá trình lựa chọn đề cử và bầu ra người thắng giải. Các lời mời được đưa ra bởi Hội đồng quản trị (Board of Governors) thay mặt cho các Ủy ban nhánh của Viện Hàn lâm (Academy Branch Executive Committee). Những người được mời được lựa chọn cũng qua một quá trình đề cử hoặc được xét dựa trên sự cống hiến của họ cho ngành công nghiệp điện ảnh. Tuy rằng những người từng được trao giải Oscar thường là được mời tham gia bầu chọn vào các năm sau đó, nhưng điều này không nằm trong quy định của Hội đồng.
Việc đề cử các thành viên mới cho việc tuyển chọn được tiến hành hàng năm. Tuy rằng AMPAS không chính thức công bố danh tính những người được tham gia bầu chọn, nhưng báo chí vẫn đưa ra tên tuổi của những người này, theo đó năm 2012 có 5783 người được mời tham gia quá trình xét giải. Những người này nằm trong 15 nhánh của Viện Hàn lâm, việc phân chia dựa vào các quá trình và bộ phận khác nhau của việc làm phim. Những người không nằm trong nhánh nào được xếp vào nhóm Thành viên chung (Members At Large).
Các thành viên thuộc các nhánh khác nhau sẽ bầu chọn ứng cử viên cho các hạng mục thuộc nhánh mình, riêng hạng mục Phim hay nhất (Best Picture) thì tất cả đều có quyền tham gia đề cử. Những người thắng giải sẽ được lựa chọn bằng vòng bỏ phiếu thứ hai, trong đó mọi thành viên đều được phép bầu cho hầu hết các hạng mục, kể cả hạng mục Phim hay nhất.
Vào năm 2012, theo kết quả điều tra của tờ thời báo Los Angeles, số lượng thành viên bầu chọn của AMPAS chiếm 88%, trong đó 94% là người Caucasia, 77% là đàn ông, 54% còn lại là các thành viên bầu chọn là hơn 60 tuổi.

## Giải thưởng

### Tượng vàng Oscar
Phần thưởng của giải Oscar là một bức tượng nhỏ có tên chính thức là Giải thưởng của Viện Hàn lâm cho đóng góp xuất sắc (tiếng Anh: Academy Award of Merit) hay thông thường được biết đến là Tượng vàng Oscar. Bức tượng bao gồm phần gốc bằng kim loại đen được mạ vàng và britannium, cao 34.3 cm và nặng 3,856 kg có hình dáng của một hiệp sĩ được điêu khắc theo phong cách Art Deco, người hiệp sĩ này cầm gươm và đứng trên một cuộn phim có năm cánh. Năm cánh này tượng trưng cho các nhánh gốc của Viện Hàn lâm bao gồm diễn viên, biên kịch, đạo diễn, nhà sản xuất và kỹ thuật viên.
Hình mẫu bức tượng lấy cảm hứng từ diễn viên người México Emilio "El Endio" Fernández Người nghĩ ra ý tưởng cho bức tượng Oscar là chỉ đạo nghệ thuật của hãng MGM, Cedric Gibbons, một trong các thành viên đầu tiên của Viện Hàn lâm. Những người cụ thể hóa ý tưởng của Gibbons là nhà điêu khắc George Stanley, người đã tạo ra một bản tượng bằng đất sét trước khi Alex Smith chế ra bản tượng bằng thiếc và đồng được mạ vàng 24 karat với tỉ lệ 92,5 phần trăm thiếc và 7,5 phần trăm đồng. Ngày nay, mỗi năm có khoảng 40 bức tượng Oscar được sản xuất bởi công ty R.S. Owens với sự kiểm soát chất lượng rất nghiêm ngặt, các bản tượng lỗi trong quá trình sản xuất lập tức được cắt đôi và nung chảy. Tuy nhiên từ năm 1943 đến năm 1945, do lượng kim loại bị thiếu hụt cho sản xuất trong chiến tranh thế giới lần thứ hai, bức tượng khi ấy bắt buộc phải dùng thạch cao thay cho và sau khi chiến tranh kết thúc thì tượng Oscar trở về chất liệu truyền thống.

### Tên gọi
Nguồn gốc cái tên "Oscar" hiện vẫn còn gây tranh cãi. Trong cuốn tự truyện của mình, Bette Davis cho rằng chính mình là người nghĩ ra cái tên này, cô đặt nó theo tên người chồng đầu tiên, chỉ huy dàn nhạc Harmon Oscar Nelson. Một người khác được coi là người khai sinh ra cái tên Oscar, đó là Margaret Herrick, một thư ký của Viện Hàn lâm, khi lần đầu tiên nhìn thấy bức tượng năm 1931, cô đã nói rằng bức tượng này trông giống "ông chú Oscar" (tên bí danh của ông là Oscar Piere), nhà bình luận báo Sidney Skolsky cũng có mặt ở đó đã lập tức chộp lấy cái tên đó để làm tựa đề cho bài báo của ông có tên: "Một nhân viên đã yêu mến đặt tên cho bức tượng nổi tiếng là 'Oscar'". Ngày nay cả hai cái tên Oscar và Giải thưởng Viện Hàn lâm (Academy Award) đều được AMPAS đăng ký tên thương mại để tránh các vụ kiện tụng hoặc tranh chấp có thể xảy ra.
Tính cho đến Giải Oscar lần thứ 79 tổ chức vào năm 2007, đã có tổng cộng 2671 bức tượng Oscar được trao. Có 290 diễn viên khác nhau đã được trao giải Oscar về diễn xuất (bao gồm cả các giải Oscar danh dự và giải Oscar cho trẻ em), trong số này 144 người vẫn còn sống cho đến năm 2007.

### Người sở hữu tượng vàng Oscar
Kể từ năm 1950, AMPAS đã ra quy định về việc chủ nhân của các bức tượng Oscar và người thừa kế của họ không được phép bán bức tượng, trừ trường hợp bán lại cho chính Viện Hàn lâm với giá 1 USD. Nếu người được chọn trao giải từ chối vinh dự này, Viện Hàn lâm sẽ giữ lại bức tượng. Quy định này đã gây ra nhiều tranh cãi, vì nó đồng nghĩa với việc người được trao tượng vàng Oscar lại không được sở hữu hoàn toàn giải thưởng của mình. Đã có trường hợp cháu trai của nhà sản xuất phim Michael Todd đã cố bán bức tượng Oscar của ông mình cho một nhà sưu tập, AMPAS đã ngăn cản được việc này bằng một lệnh của toà án. Vào tháng 12 năm 2011, Orson Welles giành được giải Oscar dành cho kịch bản gốc xuất sắc nhất cho bộ phim Citizen Kane, người thừa kế ông có được quyết định của tòa án năm 2004 cho phép bán đấu giá bức tượng này trên mạng với giá 861542 USD.
Vào năm 1992, Harold Russell cần tiền cho các chi phí y tế cho vợ ông. Trong một quyết định gây tranh cãi, ông đã đồng ý bán lại cho diễn viên phụ xuất sắc nhất năm 1946 là Herman Darvick Autograph Auctions cho bộ phim The Best Years of Our Lives và vào ngày 6 tháng 8 năm 1992 tại thành phố New York, giải Oscar được bán lại cho nhà sưu tập với giá 60500 USD. Russell đã bảo vệ quyết định của mình và nói rằng: "Tôi không biết lí do vì sao mọi người đều chỉ trích tôi. Sức khỏe của vợ tôi quan trọng hơn rất nhiều so với giải thưởng này. Bộ phim sẽ vẫn còn mãi, thậm chí là cả giải Oscar"

## Lễ trao giải

### Địa điểm tổ chức
Lễ trao giải đầu tiên của AMPAS diễn ra tại khách sạn Roosevelt ở Hollywood. Trong thập niên 1930 và đầu thập niên 1940, các buổi lễ được tổ chức tại khách sạn The Ambassador Hotel hoặc Millennium Biltmore Hotel ở Los Angeles.
Từ năm 1944 đến năm 1946, Nhà hát Trung Hoa Grauman ở Hollywood là nơi tổ chức lễ trao giải trước khi nó dời về thính phòng Shrine Auditorium cho đến năm 1948. Lễ trao giải lần thứ 21 năm 1949 diễn ra tại Nhà hát Giải thưởng Viện Hàn lâm mà sau này là trụ sở chính của AMPAS trên đại lộ Melrose ở Hollywood.
Từ năm 1950 đến năm 1960, địa điểm được lựa chọn là Nhà hát Pantages. Từ năm 1961, đến lượt thính phòng Santa Monica Civic Auditorium ở Santa Monica, California được tổ chức lễ trao giải Oscar. Năm 1968, một lần nữa lễ trao giải trở về Los Angeles, lần này là tại rạp Dorothy Chandler Pavilion nằm trong Trung tâm Âm nhạc Los Angeles. Rạp The Dorothy Chandler Pavilion là nơi tổ chức 20 đêm trao giải liên tiếp cho đến tận năm 1988, sau đó giải Oscar lại được trao luân phiên ở Trung tâm Âm nhạc và thính phòng Shrine Auditorium. Kể từ năm 2002, Nhà hát Kodak (từ năm 2012 đổi tên là Trung tâm Hollywood và Highland, sau đó là Nhà hát Dolby) của Hollywood trở thành địa điểm tổ chức lâu dài đầu tiên của giải thưởng.

### Truyền hình
Tại Hoa Kỳ, lễ trao giải Oscar được truyền hình trực tiếp ở hầu hết lãnh thổ Hoa Kỳ (ngoại trừ Alaska và Hawaii), Vương quốc Anh cùng hàng triệu khán giả khắp thế giới trong khi đó lễ trao giải Emmy, Quả cầu vàng và Giải Grammy chỉ được truyền trực tiếp ở Bờ Đông và phát trễ hơn ở Bờ Tây.
Lễ trao giải Oscar lần đầu được ghi hình năm 1953 bởi hãng NBC. Đến năm 1960 thì quyền truyền hình rơi vào tay hãng ABC (trong đó có buổi truyền hình trực tiếp có màu lần đầu năm 1966) cho đến năm 1970. Năm 1970, NBC giành lại quyền phát sóng trong 5 năm nhưng rồi từ năm 1976, chỉ có ABC được ghi hình buổi lễ này, hợp đồng của ABC với AMPAS hiện kéo dài đến năm 2028. Lễ trao giải lần đầu phát sóng trực tiếp trên toàn thế giới vào năm 1970 qua vệ tinh nhưng chỉ có 2 quốc gia Nam Mỹ là Chile và Brazil mua được bản quyền phát sóng. Sau đó, bản quyền phát sóng được bán cho 50 quốc gia. Một thập kỷ sau, bản quyền đã được bán cho 60 quốc gia và tiếp tục tăng, đến năm 1984, bản quyền giải Oscar được cấp phép ở 76 quốc gia. Trong buổi phát sóng trực tiếp, các hãng phim bị nghiêm cấm phát quảng cáo.
Các hạng mục chính của giải Oscar sẽ được trao trong một buổi lễ trang trọng được truyền hình trực tiếp. Sáu tuần sau khi các ứng cử viên được công bố, buổi lễ được tổ chức rất hào nhoáng theo phong cách Hollywood khi các khách mời bước trên tấm thảm đỏ với những bộ đồ thời trang nhất. Trong vài năm trở lại đây, Viện Hàn lâm thường tuyên bố lễ trao giải của họ có tới hàng tỉ người xem trực tiếp, tuy nhiên thông tin này chưa hề được kiểm chứng bởi các nguồn độc lập và bản thân AMPAS cũng không đưa ra lý do tại sao số người xem lại có thể đạt tới con số lớn như vậy.
Giải Oscar phát lần đầu năm 1953 bởi đài NBC đến năm 1960 và sau đó được phát ABC thay thế. NBC giành lại quyền trực tiếp trong 5 năm (1971-1975), và ABC lại phát sóng trở lại vào năm 1976 và sẽ tiếp tục trực tiếp hằng năm cho đến năm 2028 sau khi hết hợp đồng với Viện Hàn lâm.
Sau hơn 60 năm được tổ chức vào cuối tháng 3 hoặc đầu tháng 4, kể từ năm 2004, buổi trao giải được dịch sớm lên cuối tháng 2 hoặc đầu tháng 3 để rút ngắn quá trình vận động hành lang và quảng cáo. Việc tổ chức sớm hơn cũng đem lại thuận lợi cho hãng ABC vì tháng 2 là tháng có lượng người xem lớn và dễ đem lại lợi nhuận hơn. Một lí do khác là do sự tăng trưởng về lượt xem giải bóng rổ NCAA làm ảnh hưởng đến khán giả Viện Hàn lâm. Và việc chuyển ngày phát sóng từ thứ Ba sang thứ Hai đem lại nhiều lợi ích cho đài ABC vì đem lại tiền lãi nhiều. Một vài năm, lễ trao giải được dời thành ngày Chủ nhật đầu tiên của tháng Ba để tránh gây xung đột với Thế vận hội Mùa đông. Ngoài ra một lý do khác nữa là vì để tránh lễ trao giải quá gần với ngày lễ tôn giáo là lễ Passover và lễ Phục sinh, mà trong nhiều thập kỉ bị phản đối bởi các thành viên và công chúng. Tuy nhiên, việc dời ngày trao giải làm giảm số lượng quảng cáo. Vào năm 2010, Viện Hàn lâm còn muốn chuyển buổi lễ qua cả tháng Giêng. Tuy nhiên nếu kế hoạch tổ chức sớm như vậy thì sẽ làm ảnh hưởng đến thời gian bỏ phiếu bị rút ngắn, làm cho chất lượng đề cử giảm đi đáng kể, đồng thời, việc tổ chức sớm sẽ trùng với giải Bóng bầu dục quốc gia.
Sau nhiều năm tổ chức vào ngày thứ Hai lúc 9 giờ tối (bờ Đông), từ năm 1999, nó được chuyển sang ngày Chủ Nhật lúc 8 giờ 30 (bờ Đông). Nguyên nhân là do nó tránh được việc kẹt xe vào giờ cao điểm ở Los Angeles và giúp cho khán giả bờ Đông có thể ngủ sớm. Trong nhiều năm, nhiều hãng phim phản đối việc phát sóng vào ngày Chủ Nhật bởi vì họ phải cắt đi giờ phim cuối tuần (thường đem lại cho họ rất nhiều lợi nhuận).
Vào lễ trao giải lần thứ 40, buổi lễ phải tạm hoãn trong 2 ngày nguyên nhân là do Martin Luther King bị ám sát. Ngày 30 tháng 3 năm 1981, buổi lễ trao giải đã bị lùi lại một ngày sau sự kiện tổng thống Ronald Reagan bị ám sát hụt.
Về chiều dài phát sóng, buổi lễ thường kéo dài ba tiếng rưỡi. Giải Oscar đầu tiên vào năm 1929 kéo dài 15 phút. Vào buổi lễ năm 2002 kéo dài 4 giờ 23 phút. Trong năm 2010, các nhà tổ chức Giải thưởng Viện hàn lâm đã công bố những bài phát biểu tạm chấp nhận của người đoạt giải thưởng không được vượt quá 45 giây. Điều này, theo nhà tổ chức Bill Mechanic, là để đảm bảo loại bỏ những gì ông gọi là "điều ghét nhất trong chương trình". Trong lễ trao giải năm 2018, dẫn chương trình Jimmy Kimmel đã thông báo rằng anh sẽ tặng một chiếc cano nước hoàn toàn mới và hiện đại nhất cho những người có bài phát biểu ngắn nhất của đêm (một phần thưởng mà Mark Bridges nhận được khi giành giải Oscar dành cho Thiết kế trang phục xuất sắc nhất của anh trong phim Phantom Thread).

### Số lượng người xem
Về mặt lịch sử, giải Oscar đã thu hút được một số lượng lớn người xem khi các bom tấn của phòng vé được ưa chuộng để tranh danh hiệu Giải Oscar cho Phim xuất sắc nhất. Hơn 57,25 triệu người xem đã theo dõi chương trình truyền hình cho Giải thưởng Học viện 70 năm 1998, năm Titanic thu được gần 600 triệu đô la Mỹ tại các phòng vé trước giải Oscar ở Bắc Mỹ. Lễ trao giải Academy Awards lần thứ 76, trong đó The Lord of the Rings: Sự trở lại của nhà vua (thu được 368 triệu đô la Mỹ) nhận được 11 giải thưởng bao gồm giải cho phim xuất sắc nhất đã thu hút được 43.56 triệu người xem. Tuy nhiên, lễ trao giải  được đánh giá cao nhất dựa trên xếp hạng của Nielsen cho đến nay là giải thưởng của Viện Hàn lâm lần thứ 42 với rating 43,4% vào ngày 7 tháng 4 năm 1970.
Ngược lại, các buổi lễ tôn vinh các bộ phim không đạt được nhiều thành công tại các phòng vé có xu hướng tỉ lệ người xem thấp hơn. Giải thưởng Viện Hàn lâm lần thứ 78, phim Crash (với tổng doanh thu trước giải Oscar là 53,4 triệu USD) với 38,64 triệu khán giả, tỉ lệ ấy tương đương 22,91%, thấp hơn so với giải Oscar 2 năm trước đó. Trong năm 2008, giải thưởng Giải thưởng Viện hàn lâm lần thứ 80 được theo dõi bởi 31,76 triệu người xem với tỷ suất người xem 18,66%, được đánh giá là lễ trao giải được xem là tỉ lệ thấp nhất cho đến nay, mặc dù đây là buổi lễ 80 năm giải thưởng của Học viện.
Mặc dù vẫn chiếm ưu thế trong xếp hạng, lượng người xem của giải đã giảm dần qua từng năm. Sau buổi trình chiếu, Variety khuyến khích ABC đàm phán mở rộng hợp đồng với AMPAS để tìm kiếm ra sự sáng tạo hơn đối với chương trình. Hiện tại, AMPAS chịu trách nhiệm về hầu hết các phần của chương trình, bao gồm cả việc lựa chọn nhân viên sản xuất và ABC được phép có một số ý kiến về quyết định của họ. [65] Vào tháng 8 năm 2016, AMPAS mở rộng hợp đồng với ABC đến năm 2028: hợp đồng không có bất kỳ thay đổi đáng chú ý nào, cũng như không cho ABC bất kỳ sự sáng tạo nào đối với buổi lễ.

## Danh sách giải thưởng

### Giải thưởng cho đóng góp xuất sắc

#### Các hạng mục hiện hành
- Phim hay nhất (Best Picture)
- Đạo diễn xuất sắc nhất (Best Director)
- Kịch bản gốc xuất sắc nhất (Best Original Screenplay)
- Kịch bản chuyển thể xuất sắc nhất (Best Adapted Screenplay)
- Nam diễn viên chính xuất sắc nhất (Best Actor)
- Nữ diễn viên chính xuất sắc nhất (Best Actress)
- Nam diễn viên phụ xuất sắc nhất (Best Supporting Actor)
- Nữ diễn viên phụ xuất sắc nhất (Best Supporting Actress)
- Quay phim xuất sắc nhất (Best Cinematography)
- Thiết kế sản xuất xuất sắc nhất (Best Production Design) (được đổi tên từ Chỉ đạo nghệ thuật xuất sắc nhất - Best Art Direction)
- Nhạc phim hay nhất (Best Original Score)
- Ca khúc trong phim hay nhất (Best Original Song)
- Thiết kế trang phục đẹp nhất (Best Costume Design)
- Dựng phim xuất sắc nhất (Best Film Editing)
- Hóa trang xuất sắc nhất (Best Makeup and Hairstyling)
- Hòa âm hay nhất (Best Sound)
- Hiệu ứng hình ảnh xuất sắc nhất (Best Visual Effects)
- Phim nói tiếng nước ngoài hay nhất (Best Foreign Language Film)
- Phim hoạt hình hay nhất (Best Animated Feature Film) (giải Oscar mới nhất, chỉ mới được trao từ năm 2001)
- Phim hoạt hình ngắn hay nhất (Best Animated Short Film)
- Phim tài liệu hay nhất (Best Documentary Features)
- Phim tài liệu ngắn hay nhất (Best Documentary Short Subject)
- Phim ngắn hay nhất (Best Live Action Short Film)

#### Hạng mục đã ngừng trao
- Trợ lý đạo diễn xuất sắc nhất (Best Assistant Director): trao từ năm 1932 đến năm 1937
- Đạo diễn phim hài kịch xuất sắc nhất (Best Director, Comedy Picture): 1927, 1928
- Đạo diễn phim chính kịch xuất sắc nhất (Best Director, Dramatic Picture): 1927, 1928
- Chỉ đạo múa xuất sắc nhất (Best Dance Direction): trao từ 1935 đến 1937
- Hiệu ứng kỹ thuật (Best Engineering Effects): chỉ trao năm 1928
- Âm thanh trong phim ca nhạc hoặc hài kịch xuất sắc nhất (Best Original Musical or Comedy Score): trao từ 1995 đến 1999
- Phim ca nhạc xuất sắc nhất (Best Original Musical): 1984
- Phim màu ngắn hay nhất (Best Short Film - Color): trao từ 1936 đến 1937
- Phim ngắn dài hai cuộn xuất sắc nhất (Best Short Film - Live Action - 2 Reels): trao từ 1936 đến 1956
- Phim ngắn mới lạ (Short Film—Novelty): trao từ 1932 đến 1935
- Truyện gốc hay nhất (Best Original Story): trao từ 1928 đến 1956
- Chất lượng nghệ thuật độc đáo nhất (Best Unique and Artistic Quality of Production): chỉ trao năm 1928
- Biên tập âm thanh xuất sắc nhất (Best Sound Editing): trao từ 1963 đến 2019

Trong năm đầu tiên, giải Oscar đạo diễn xuất sắc nhất được chia thành hai thể loại phim chính kịch và phim hài kịch. Trong một thời gian dài, giải Oscar âm thanh cũng được chia làm hai thể loại chính kịch và hài kịch phim ca nhạc. Hiện nay chỉ có duy nhất một giải Oscar cho âm thanh. Từ thập niên 1930 đến thập niên 1960, các giải Oscar về quay phim, chỉ đạo nghệ thuật và thiết kế trang phục được chia thành hai thể loại cho phim trắng đen và phim màu.

#### Hạng mục được đề nghị
Hàng năm Hội đồng quản trị của AMPAS đều họp lại để xem xét các đề nghị về hạng mục giải Oscar mới. Cho đến nay những hạng mục sau vẫn bị từ chối đưa vào danh sách giải thưởng chính thức:
- Tuyển chọn diễn viên tốt nhất (Best Casting): từ chối năm 1999
- Đóng thế xuất sắc nhất (Best Stunt Coordination): từ chối mỗi năm từ 1991 đến 2012
- Tên phim hay nhất (Best Title Design): từ chối năm 1999

### Giải thưởng đặc biệt
Các giải này được bầu chọn bởi những ủy ban đặc biệt chứ không phải toàn bộ thành viên Viện Hàn lâm. Họ luôn luôn không được giới thiệu trong lễ trao giải

#### Hạng mục hiện hành
- Giải danh dự (Academy Honorary Award): từ năm 1929
- Cống hiến đặc biệt (Academy Special Achievement Award): từ năm 1972 đến năm 1995 và năm 2017
- Giải khoa học kỹ thuật (Academy Award, Scientific or Technical): từ năm 1931
- Giải Tưởng niệm Irving G. Thalberg: từ năm 1938
- Giải thưởng nhân đạo Jean Hersholt: từ năm 1957
- Giải Gordon E. Sawyer: từ năm 1981

#### Hạng mục đã ngừng trao
- Giải cho thiếu nhi (Academy Juvenile Award): trao từ 1934 đến 1960

## Quà tặng
Đây đã trở thành một truyền thống, những món quà được tặng cho các diễn giả và người biểu diễn tại Oscar sau buổi lễ. Trong những năm gần đây, những món quà này cũng đã được mở rộng để trao cho những ứng cử viên và người chiến thắng. Giá trị của mỗi túi quà tặng này có thể lên đến hàng chục nghìn đô la. Vào năm 2014, giá trị được báo cáo lên đến 80.000 USD. Giá trị món quà đã tăng lên đến mức Dịch vụ Doanh thu Nội địa Hoa Kỳ đã ban hành một điều luật về quà tặng và khả năng đánh thuế họ. Các món quà tặng của Oscar bao gồm gói du lịch đến Hawaii, Mexico và Nhật Bản, bữa tiệc riêng cho người được nhận và bạn bè tại nhà hàng, điện thoại video, bốn đêm ở khách sạn sang trọng, đồng hồ, vòng tay, spa, rượu vodka, và kẹo giảm cân.

## Lượng người theo dõi và tiền quảng cáo
Từ năm 2006 trở đi, thông tin về lượng người xem và tiền quảng cáo sẽ được cập nhật.
| Năm  | Lượng người xem (triệu người) | Tiền quảng cáo (triệu USD) |
| ---- | ----------------------------- | -------------------------- |
| 2023 | 18.7                          | 2.1                        |
| 2022 | 16.6                          | 1.71                       |
| 2021 | 10.4                          | 1.53                       |
| 2020 | 23.6                          | Không có số liệu           |
| 2019 | 29.6                          | Không có số liệu           |
| 2018 | 26.5                          | Không có số liệu           |
| 2017 | 32.9                          | Không có số liệu           |
| 2016 | 34.3                          | Không có số liệu           |
| 2015 | 37.26                         | 1.95                       |
| 2014 | 43.74                         | 1.8 - 1.9                  |
| 2013 | 40.376                        | 1.65 - 1.8                 |
| 2012 | 39.46                         | 1.61                       |
| 2011 | 37.919                        | 1.3684                     |
| 2010 | 41.699                        | 1.1267                     |
| 2009 | 36.31                         | 1.3                        |
| 2008 | 32.006                        | 1.82                       |
| 2007 | 40.172                        | 1.6658                     |
| 2005 | 38.939                        | 1.6468                     |
| 2004 | 43.531                        | 1.5031                     |
| 2003 | 33.043                        | 1.3458                     |
| 2002 | 41.782                        | 1.29                       |
| 2001 | 42.944                        | 1.45                       |
| 2000 | 46.333                        | 1.305                      |
| 1999 | 45.615                        | 1                          |
| 1998 | 55.249                        | 0.95                       |
| 1997 | 40.075                        | 0.85                       |
| 1996 | 44.867                        | 0.795                      |
| 1995 | 48.279                        | 0.7                        |
| 1994 | 45.083                        | 0.6435                     |
| 1993 | 45.735                        | 0.6078                     |
| 1992 | 44.406                        | Không có số liệu           |
| 1991 | 44.727                        | Không có số liệu           |
| 1990 | 40.375                        | 0.45                       |
| 1989 | 42.619                        | 0.375                      |
| 1988 | 42.227                        | 0.36                       |
| 1987 | 37.190                        | 0.335                      |
| 1986 | 37.757                        | 0.32                       |
| 1985 | 38.855                        | 0.315                      |
| 1984 | 42.051                        | 0.275                      |
| 1983 | 53.235                        | 0.245                      |
| 1982 | 46.245                        | Không có số liệu           |
| 1981 | 39.919                        | Không có số liệu           |
| 1980 | 48.878                        | Không có số liệu           |
| 1979 | 46.301                        | Không có số liệu           |
| 1978 | 48.501                        | Không có số liệu           |
| 1977 | 39.719                        | Không có số liệu           |
| 1976 | 46.751                        | Không có số liệu           |
| 1975 | 48.127                        | Không có số liệu           |
| 1974 | 44.712                        | Không có số liệu           |

## Thống kê

### Phim xếp theo số đề cử
- 14 đề cử
  - All about Eve, 20th Century Fox, 1950 (đoạt 6 giải)
  - Titanic, 20th Century Fox và Paramount Pictures, 1997 (đoạt 11 giải)
  - La La Land, 2017 (đoạt 6 giải)
- 13 đề cử
  - Cuốn theo chiều gió, Metro-Goldwyn-Mayer, 1939 (đoạt 8 giải, thêm 1 giải đặc biệt và 1 giải kỹ thuật)
  - From Here to Eternity, Columbia Pictures, 1953 (đoạt 8 giải)
  - Mary Poppins, Buena Vista Distribution Company, 1964 (đoạt 5 giải)
  - Who's Afraid of Virginia Woolf?, Warner Bros., 1966 (đoạt 5 giải)
  - Forrest Gump, Paramount Pictures, 1994 (đoạt 6 giải)
  - Shakespeare đang yêu, Miramax Films, 1998 (đoạt 7 giải)
  - Chúa tể của những chiếc nhẫn: Hiệp hội Nhẫn thần, New Line, 2001 (đoạt 4 giải)
  - Chicago, Miramax Films, 2002 (đoạt 6 giải)
  - The Shape of Water, 2017 (đoạt 4 giải)
- 12 đề cử
  - Mrs. Miniver, Metro-Goldwyn-Mayer, 1942 (đoạt 6 giải)
  - The Song of Bernadette, 20th Century Fox, 1943 (đoạt 4 giải)
  - Johnny Belinda, Warner Bros., 1948 (đoạt 1 giải)
  - Chuyến tàu mang tên dục vọng, Warner Bros., 1951 (đoạt 4 giải)
  - On the Waterfront, Columbia Pictures, 1954 (đoạt 8 giải)
  - Ben-Hur (phim 1959), Metro-Goldwyn-Mayer, 1959 (đoạt 11 giải)
  - Becket, Paramount Pictures, 1964 (đoạt 1 giải)
  - My Fair Lady, Warner Bros., 1964 (đoạt 8 giải)
  - Reds, Paramount Pictures, 1981 (đoạt 3 giải)
  - Khiêu vũ với bầy sói, Orion Pictures, 1990 (đoạt 7 giải)
  - Bản danh sách của Schindler, Universal Studios, 1993 (đoạt 7 giải)
  - Bệnh nhân người Anh, Miramax Films, 1996 (đoạt 9 giải)
  - Võ sĩ giác đấu, DreamWorks và Universal Studios, 2000 (đoạt 5 giải)
- 11 đề cử
  - Mr. Smith Goes to Washington, Columbia Pictures, 1939 (đoạt 1 giải)
  - Rebecca, United Artists, 1940 (đoạt 2 giải)
  - Sergeant York, Warner Bros., 1941 (đoạt 2 giải)
  - The Pride of the Yankees, RKO Radio, 1942 (đoạt 1 giải)
  - Sunset Boulevard, Paramount Pictures, 1950 (đoạt 3 giải)
  - Judgment at Nuremberg, United Artists, 1961 (đoạt 2 giải)
  - Câu chuyện phía tây, United Artists, 1961 (đoạt 10 giải)
  - Oliver!, Columbia Pictures, 1968 (đoạt 5 giải, thêm 1 giải danh dự)
  - Chinatown, Paramount Pictures, 1974 (đoạt 1 giải)
  - Bố già phần II, Paramount Pictures, 1974 (đoạt 6 giải)
  - Julia, 20th Century Fox, 1977 (đoạt 3 giải)
  - The Turning Point, 20th Century Fox, 1977 (không đoạt giải nào)
  - Gandhi, Columbia Pictures, 1982 (đoạt 8 giải)
  - Terms of Endearment, Paramount Pictures, 1983 (đoạt 5 giải)
  - Amadeus, Orion Pictures, 1984 (đoạt 8 giải)
  - A Passage to India, Columbia Pictures, 1984 (đoạt 2 giải)
  - The Color Purple, Warner Bros., 1985 (không đoạt giải nào)
  - Out of Africa, Universal Studios, 1985 (đoạt 7 giải)
  - Giải cứu binh nhì Ryan, DreamWorks/Paramount Pictures, 1998 (đoạt 5 giải)
  - Chúa tể của những chiếc nhẫn: Sự trở lại của nhà vua, New Line, 2003 (đoạt 11 giải)
  - The Aviator, Miramax Films, Initial Entertainment Group và Warner Bros., 2004 (đoạt 5 giải)

### Phim xếp theo số giải giành được
- 11 giải
  - Ben-Hur (phim 1959), Metro-Goldwyn-Mayer, 1959 (12 đề cử)
  - Titanic, 20th Century Fox và Paramount, 1997 (14 đề cử)
  - Chúa tể của những chiếc nhẫn: Sự trở lại của nhà vua, New Line, 2003 (11 đề cử)
- 10 giải
  - Câu chuyện phía tây, United Artists, 1961 (11 đề cử)
- 9 giải
  - Cuốn theo chiều gió, Metro-Goldwyn-Mayer, 1939 (13 đề cử)
  - Hoàng đế cuối cùng, 1987 (9 đề cử)
  - Bệnh nhân người Anh, Miramax Films, 1996 (12 đề cử)
  - Gigi, Metro-Goldwyn-Mayer, 1958 (9 đề cử)
- 8 giải
  - From Here to Eternity, Columbia Pictures, 1953 (13 đề cử)
  - On the Waterfront, Columbia Pictures, 1954 (12 đề cử)
  - My Fair Lady, Warner Bros., 1964 (12 đề cử)
  - Cabaret, Metro-Goldwyn-Mayer, 1972 (10 đề cử)
  - Gandhi, Columbia Pictures, 1982 (11 đề cử)
  - Amadeus, Orion Pictures và Warner Bros., 1984 (11 đề cử)
  - Slumdog Millionaire, Fox Searchlight Pictures, 2008 (10 đề cử)

### Phim đoạt 5 giải quan trọng
- It Happened One Night, 1934

Đạo diễn: Frank Capra
Nam diễn viên chính: Clark Gable
Nữ diễn viên chính: Claudette Colbert
Kịch bản: Robert Riskin
- Bay trên tổ chim cúc cu (One Flew over the Cuckoo's Nest), 1975

Đạo diễn: Milos Forman
Nam diễn viên chính: Jack Nicholson
Nữ diễn viên chính: Louise Fletcher
Kịch bản: Lawrence Hauben và Bo Goldman
- Sự im lặng của bầy cừu (The Silence of the Lambs), 1991

Đạo diễn: Jonathan Demme
Nam diễn viên chính: Anthony Hopkins
Nữ diễn viên chính: Jodie Foster
Kịch bản: Ted Tally

## Chỉ trích

### Các bộ phim
Cũng như nhiều giải thưởng danh giá khác, giải Oscar thường xuyên gặp phải chỉ trích. Những người chỉ trích cho rằng có nhiều bộ phim giành giải Phim hay nhất trong quá khứ không còn nhiều giá trị theo thời gian. Một số phim như 80 ngày vòng quanh Thế giới, Grand Hotel hay The Greatest Show on Earth thường được coi là có tuổi thọ ngắn ngủi và ít có ảnh hưởng trong lần trình chiếu ra mắt. Trong khi đó một số phim khác được coi là rất xứng đáng để trao giải thì lại chưa bao giờ vươn tới được danh hiệu Phim hay nhất. Ví dụ tiêu biểu nhất phải kể tới bộ phim kinh điển Công dân Kane vốn được giới phê bình ủng hộ nhiệt liệt, được đề cử tới 9 giải Oscar nhưng chỉ mang về duy nhất một giải cho Kịch bản gốc xuất sắc nhất. Sau này Công dân Kane được coi là một trong những bộ phim xuất sắc nhất trong lịch sử Điện ảnh Hoa Kỳ. Một bộ phim xuất sắc khác là The Shawshank Redemption được đề cử 7 giải Oscar nhưng thậm chí còn không giành được giải nào, mặc dù nó vẫn luôn được xếp vào hàng những bộ phim hay nhất của mọi thời đại trên trang web uy tín IMDb. Để cạnh tranh trong hạng mục danh giá nhất này, các hãng phim cũng tiến hành rất nhiều cuộc vận động hành lang, và nhiều người cho rằng đôi khi những đề cử cho hạng mục Phim hay nhất lại là kết quả của những cuộc vận động hành lang hơn là chất lượng thực sự của những bộ phim đó.
Nhiều chỉ trích còn nhằm vào một sự thật là các đề cử hầu như chỉ dành cho các bộ phim nói tiếng Anh, trừ đề cử cho hạng mục Phim nói tiếng nước ngoài hay nhất. Cho đến năm 2013, mới chỉ có 9 bộ phim nói tiếng nước ngoài được đề cử cho hạng mục Phim hay nhất, đó là các phim Grand Illusion (tiếng Pháp, 1938), Z (tiếng Pháp, 1969), The Emigrants (tiếng Thụy Điển, 1972), Cries and Whispers (tiếng Thụy Điển, 1973), Il Postino (tiếng Ý và tiếng Tây Ban Nha, 1995), Cuộc sống tươi đẹp (tiếng Ý, 1998), Ngọa hổ tàng long (tiếng Quan thoại, 2000), Letters from Iwo Jima (tiếng Nhật Bản, 2006) và Amour (tiếng Pháp, 2012). Cho đến thời điểm hiện tại, Ký sinh trùng là bộ phim nước ngoài duy nhất đạt giải thưởng này.
Trong số ít các phim sản xuất tại nước ngoài giành giải Phim hay nhất, gần đây nhất có Slumdog Millionaire (Anh và Ấn Độ, 2008), The King's Speech (Anh, 2010) và The Artist (Pháp, 2011).

### Quảng cáo thương mại
Sau khi nhận được đề cử các bộ phim, các xưởng phim dành hàng triệu USD và thuê chuyên gia quảng cáo đặc biệt để giới thiệu cho bộ phim của mình trong thời gian được gọi là "mùa giải Oscar". Điều này đã gây ra cáo buộc Viện Hàn lâm bị ảnh hưởng nhiều hơn bởi tiếp thị nhiều hơn là chất lượng phim. William Friedkin, đạo diễn bộ phim từng đoạt giải Oscar và là cựu nhà sản xuất của buổi lễ, đã phát biểu tại một hội nghị ở New York vào năm 2009, mô tả nó như là "kế hoạch quảng bá lớn nhất mà bất kỳ ngành công nghiệp nào đã từng thực hiện".

### Sự thiên vị
Những lời chỉ trích điển hình của Giải Oscar cho phim xuất sắc nhất, những người đoạt giải và đề cử có sự thiên vị trong ban bầu chọn.

### Phân biệt chủng tộc
Viện Hàn lâm đã nhận được nhiều lời chỉ trích về việc phân biệt chủng tộc trong số những người được đề cử. Lễ trao giải lần thứ 88 đã trở thành đỉnh điểm của một cuộc tẩy chay, dựa trên việc bầu chọn của các nhà phê bình rằng danh sách các ứng cử viên toàn là người da trắng. Đáp lại, Viện Hàn lâm đã khởi xướng những thay đổi trong lịch sử "có tính lịch sử" vào năm 2020.

### Từ chối giải thưởng
Một số người chiến thắng của Giải Oscar đã tẩy chay các buổi lễ và do đó từ chối nhận giải Oscar của họ.
Người đầu tiên làm như vậy là nhà biên kịch Dudley Nichols (cho giải Oscar dành cho Kịch bản gốc xuất sắc nhất năm 1935 của phim The Informer). Nichols tẩy chay lễ trao giải Academy Awards lần thứ 8 vì cuộc xung đột giữa Học viện và Hiệp hội Nhà văn [89] Nichols cuối cùng đã chấp nhận giải thưởng năm 1935 ba năm sau đó, tại lễ 1938. Nichols đã được đề cử ba giải Academy Awards khác trong sự nghiệp của mình.
George C. Scott đã trở thành người thứ hai từ chối nhận giải cho Nam diễn viên xuất sắc nhất vào năm 1970 trong phim Patton) tại lễ trao giải lần thứ 43.
Người thứ ba từ chối nhận giải là Marlon Brando cho Nam diễn viên xuất sắc nhất trong phim Bố già năm 1972), ông nói rằng có sự phân biệt đối xử và ngược đãi của người Mỹ bản địa trong ngành công nghiệp điện ảnh Hoa Kỳ. Tại lễ trao giải Oscar lần thứ 45 đó, Brando đã gửi một nữ diễn viên và nhà hoạt động vì quyền công dân Sacheen Littlefeather đọc bài phát biểu gồm 15 trang chỉ rõ những lời chỉ trích của ông.

## Thương hiệu
Thuật ngữ "Oscar" là một nhãn hiệu đã đăng kí tên thương mại bởi AMPAS; tuy nhiênvới tiếng Ý, nó được sử dụng rộng rãi để tham khảo bất kỳ giải thưởng hoặc lễ trao giải, bất kể trường hợp nào.